# Arheološko nalazište Zašat
Arheološki lokalitet Zašat je nalazište na lokaciji Krapinske Toplice.

## Opis
Arheološko nalazište, „Zašat“, nalazi se na istoimenom brijegu, jugoistočno od središta naselja Krapinskih Toplica. Zauzima povoljan geostrateški položaj koji omogućava dobru kontrolu doline potoka Kosteljine. Prema konfiguraciji terena može se zaključiti da se radi o tzv. dvojnoj gradini. Unutar prostora više, gradine sagrađena je 1874. g., kapela sv. Marije Magdalene (na mjestu stare drvene kapela iz 17. st.), dok je na nižoj, krajem 19. st. izgrađen Mauzolej Jakoba Badla. Prvi arheološki artefakti sakupljani su 1990. g., prilikom obnove kapele dok je zaštitnim arheološkim istraživanjima 2014., pronađena veća količina arheoloških nalaza na osnovu kojih se nalazište može preliminarno datirati u razdoblje kasnog brončanog doba.

## Zaštita
Pod oznakom P-5270 zavedena je kao zaštićeno kulturno dobro - pojedinačno, pravna statusa zaštićena kulturnog dobra, klasificirano kao "arheološka kulturna baština".